# Bureå
Bureå ist ein Ort (tätort) in der schwedischen Provinz Västerbottens län sowie der historischen Provinz Västerbotten.

## Lage
Der Ort in der Gemeinde Skellefteå liegt knapp 20 Kilometer Luftlinie südöstlich des Hauptortes Skellefteå an der Küste der Bottenwiek, des nördlichsten Teils der Ostsee. In Bureå mündet der Fluss Bureälven in den Burefjärden, Teil der Skelleftebucht. Am westlichen Ortsrand führt die Europastraße 4 vorbei. Etwa fünf Kilometer westlich von Bureå liegt unweit des Sees Falmarksträsket der Flughafen Skellefteå.

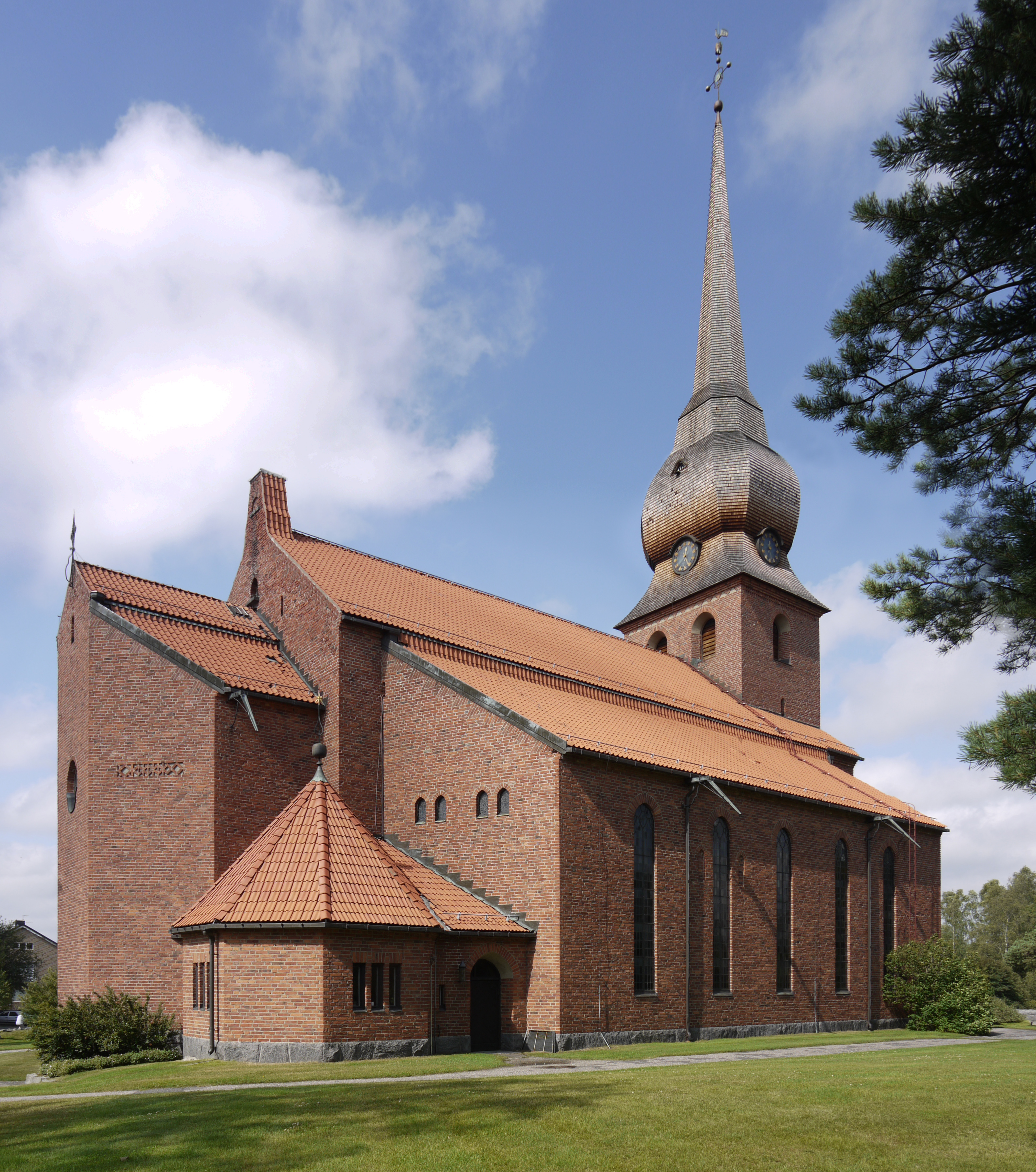
Bureå kyrka von 1920
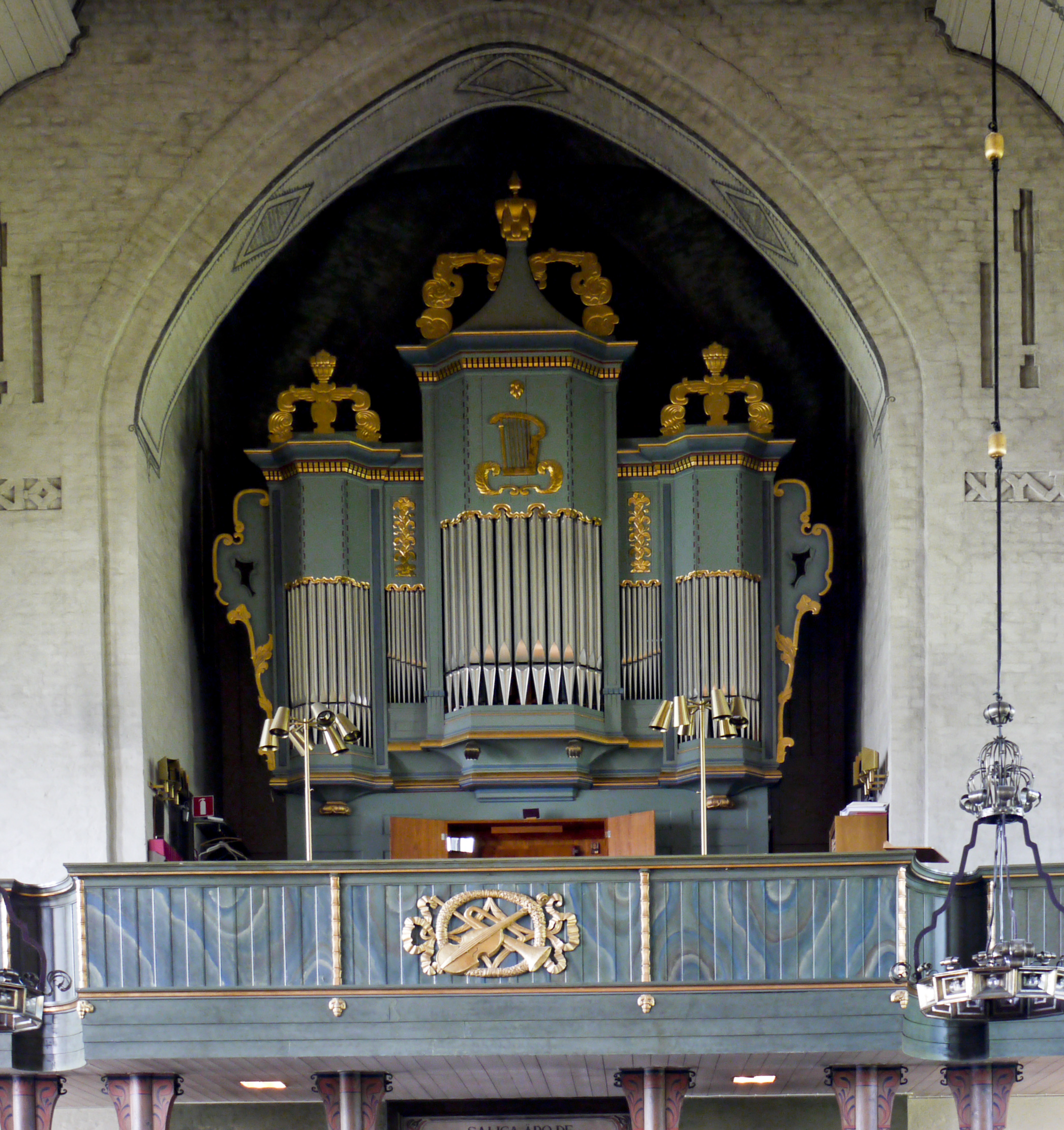
Orgel der Bureå kyrka
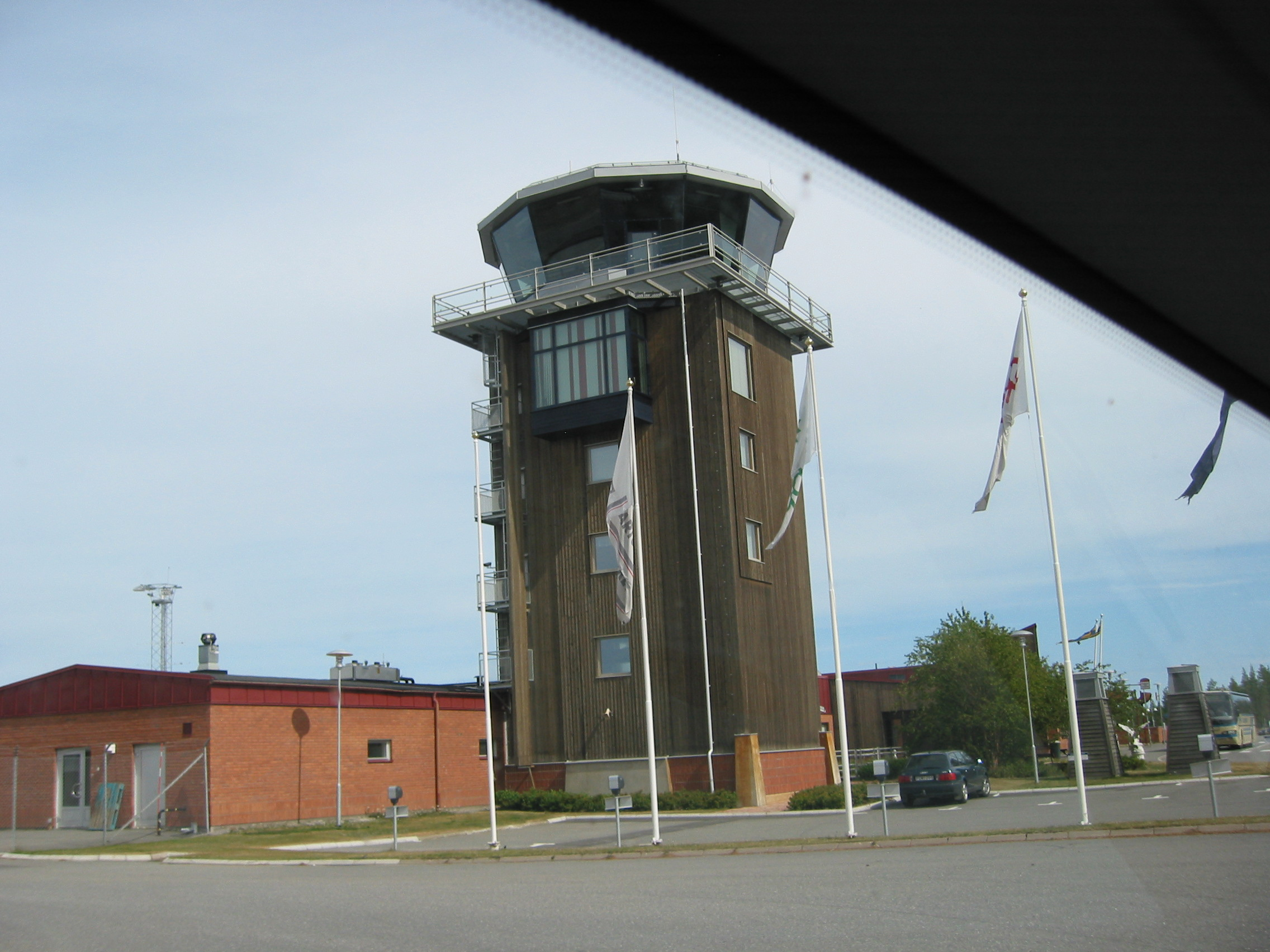
Flughafen Skellefteå unweit von Bureå

## Geschichte
Die Gegend des heutigen Bureå war bereits in der Bronze- und Eisenzeit bewohnt; es gibt eine Vielzahl archäologischer Fundstätten. Der Ortsname taucht erstmals 1507 in der Form Bwre auf, abgeleitet von der früheren Bezeichnung des Flusses Bureälven, Bura. Auf dem Klosterhügel (Klosterholmen) befand sich möglicherweise im 15. und 16. Jahrhundert ein Kloster.
Die ersten wasserbetriebenen Sägewerke am Bureälven entstanden 1796 und 1797. Die holzverarbeitende Industrie bestimmte für die folgenden zwei Jahrhunderte die Wirtschaft des Ortes. 1914 wurde Bureå selbständige Gemeinde, die bis zu ihrem Anschluss an die Gemeinde Skellefteå 1967 bestand. 1972 legte die Mo och Domsjö AB (heute Holmen AB) das letzte Sägewerk des Ortes, das sie 1965 übernommen hatte, still. 1992 wurde auch die Herstellung von Holzstoff (nach dem Schliff-Verfahren, schwedisch träsliperi) eingestellt.
Infolge des Niedergangs der örtlichen Industrie ist Bureå heute vorrangig Wohnort für in Skellefteå beschäftigte Pendler.

## Sehenswürdigkeiten
In Bureå steht die von Fredrik Falkenberg (1865–1924) entworfene und von 1917 bis 1920 errichtete Bureå-Kirche (Bureå kyrka).

## Söhne und Töchter des Ortes
- Orvar Bergmark (1930–2004), Fußball- und Bandyspieler und Fußballtrainer